# (4496) Kamimachi
(4496) Kamimachi ist ein Hauptgürtelasteroid, der am 9. Dezember 1988 von Tsutomu Seki vom Geisei-Observatorium aus entdeckt wurde.
Der Asteroid wurde nach der Straße benannt, in der der Entdecker wohnt.